# Andreiașu de Jos
Andreiașu de Jos település Romániában, Moldvában, Vrancea megyében.

## Fekvése
Vrancea megye északkeleti részén, a DN 2M út közelében fekvő település.

## Leírása
Községközpont, Andreiașu de Sus, Arșița, Răchitașu, Titila, Hotaru és Fetig tartozik hozzá.
A 2002 évi népszámláláskor 2008 lakosából 2007 román, 1 német volt. Ebből 2005 ortodox, 3 református volt.

## Nevezetességek
- Természetvédelmi rezervátum - Élő Tűz (románul Focul viu), melyet 1973-ban 12 hektáron alakítottak ki. A terület geológiai érdekesség. A miocén korból származó üledékes kőzetből (homokkő, agyag, cinerea) metángáz kitörések, gáznemű szénhidrogén kitörések és az ezekből keletkező öngyulladások, úgynevezett élő tüzek (lidércfények) láthatók.